# Liga Campionilor 2015-2016
Liga Campionilor UEFA 2015-2016 a fost cea de-a 61-a ediție a celei mai importante competiții de fotbal inter-cluburi din Europa și a 24-a ediție de la redenumirea Cupei Campionilor Europeni în Liga Campionilor UEFA și a șaptea a noului format aprobat de UEFA la data de 30 noiembrie 2007.

## Distribuție

### Clasamentul asociațiilor
Pentru Liga Campionilor 2015-2016 asociațiilor le sunt alocate locuri conform coeficientului lor UEFA din 2014, care ia în considerație performanța echipelor în competițiile europene între sezoanele 2009–10 și 2013–14.
Câștigătoarea Europa League de anul trecut are asigurat un loc în grupe.
| Loc | Asociație  | Coef.  | Echipe | Note   |
| --- | ---------- | ------ | ------ | ------ |
| 1   | Spania     | 97.713 | 4      | +1(EL) |
| 2   | Anglia     | 84.748 | 4      |        |
| 3   | Germania   | 81.641 | 4      |        |
| 4   | Italia     | 66.938 | 3      |        |
| 5   | Portugalia | 62.299 | 3      |        |
| 6   | Franța     | 56.500 | 3      |        |
| 7   | Rusia      | 46.998 | 2      |        |
| 8   | Olanda     | 44.312 | 2      |        |
| 9   | Ucraina    | 40.966 | 2      |        |
| 10  | Belgia     | 36.300 | 2      |        |
| 11  | Turcia     | 34.200 | 2      |        |
| 12  | Grecia     | 33.600 | 2      |        |
| 13  | Elveția    | 33.225 | 2      |        |
| 14  | Austria    | 30.925 | 2      |        |
| 15  | Cehia      | 29.350 | 2      |        |
| 16  | România    | 27.257 | 1      |        |
| 17  | Israel     | 26.875 | 1      |        |
| 18  | Cipru      | 23.250 | 1      |        |

| Loc | Asociație              | Coef.  | Echipe | Note |
| --- | ---------------------- | ------ | ------ | ---- |
| 19  | Danemarca              | 21.300 | 1      |      |
| 20  | Croația                | 19.625 | 1      |      |
| 21  | Polonia                | 18.875 | 1      |      |
| 22  | Belarus                | 18.625 | 1      |      |
| 23  | Scoția                 | 16.566 | 1      |      |
| 24  | Suedia                 | 16.325 | 1      |      |
| 25  | Bulgaria               | 15.625 | 1      |      |
| 26  | Norvegia               | 14.275 | 1      |      |
| 27  | Serbia                 | 14.125 | 1      |      |
| 28  | Ungaria                | 11.625 | 1      |      |
| 29  | Slovenia               | 11.000 | 1      |      |
| 30  | Slovacia               | 11.000 | 1      |      |
| 31  | Moldova                | 10.375 | 1      |      |
| 32  | Azerbaijan             | 10.375 | 1      |      |
| 33  | Georgia                | 9.875  | 1      |      |
| 34  | Kazakhstan             | 8.250  | 1      |      |
| 35  | Bosnia and Herzegovina | 7.500  | 1      |      |
| 36  | Finland                | 7.175  | 1      |      |

| Loc | Asociație           | Coef. | Echipe | Note |
| --- | ------------------- | ----- | ------ | ---- |
| 37  | Iceland             | 6.750 | 1      |      |
| 38  | Latvia              | 6.250 | 1      |      |
| 39  | Montenegro          | 6.000 | 1      |      |
| 40  | Albania             | 5.500 | 1      |      |
| 41  | Lithuania           | 5.250 | 1      |      |
| 42  | Macedonia           | 5.250 | 1      |      |
| 43  | Republic of Ireland | 5.125 | 1      |      |
| 44  | Luxembourg          | 4.875 | 1      |      |
| 45  | Malta               | 4.833 | 1      |      |
| 46  | Liechtenstein       | 4.500 | 0      |      |
| 47  | Northern Ireland    | 3.625 | 1      |      |
| 48  | Wales               | 3.000 | 1      |      |
| 49  | Armenia             | 2.875 | 1      |      |
| 50  | Estonia             | 2.875 | 1      |      |
| 51  | Faroe Islands       | 2.125 | 1      |      |
| 52  | San Marino          | 0.999 | 1      |      |
| 53  | Andorra             | 0.833 | 1      |      |
| 54  | Gibraltar           | 0.000 | 1      |      |

### Echipele
Locul clasării în sezonul anterior al ligii este indicat în paranteze (CL: Liga Campionilor; EL: Europe League – deținătorii titlurilor).
| Grupe                   | Grupe                          | Grupe                        | Grupe                  |
| ----------------------- | ------------------------------ | ---------------------------- | ---------------------- |
| BarcelonaTH (1st)       | Bayern München (1st)           | Porto (2nd)                  | Gent (1st)             |
| Real Madrid (2nd)       | Wolfsburg (2nd)                | Paris Saint-Germain (1st)    | Galatasaray (1st)      |
| Atlético Madrid (3rd)   | Borussia Mönchengladbach (3rd) | Lyon (2nd)                   | Olympiacos (1st)       |
| Chelsea (1st)           | Juventus (1st)                 | Zenit Saint Petersburg (1st) | Sevilla (EL)           |
| Manchester City (2nd)   | Roma (2nd)                     | PSV Eindhoven (1st)          |                        |
| Arsenal (3rd)           | Benfica (1st)                  | Dynamo Kyiv (1st)            |                        |
| Runda Play-off          |                                |                              |                        |
| Campioni                | Non-campioni                   | Non-campioni                 | Non-campioni           |
|                         | Valencia (4th)                 | Bayer Leverkusen (4th)       | Sporting CP (3rd)      |
| Manchester United (4th) | Lazio (3rd)                    |                              |                        |
| Turul trei preliminar   |                                |                              |                        |
| Campioni                | Non-campioni                   | Non-campioni                 | Non-campioni           |
| Basel (1st)             | Monaco (3rd)                   | Club Brugge (2nd)            | Rapid Wien (2nd)       |
| Red Bull Salzburg (1st) | ȚSKA Moscova (2nd)             | Fenerbahçe (2nd)             | Sparta Praga (2nd)     |
| Viktoria Plzeň (1st)    | Ajax (2nd)                     | Panathinaikos (2nd)          |                        |
|                         | Șahtar Donețk (2nd)            | Young Boys (2nd)             |                        |
| Turul doi preliminar    |                                |                              |                        |
| Steaua București (1st)  | Malmö FF (1st)                 | Qarabağ (1st)                | Skënderbeu Korçë (1st) |
| Maccabi Tel Aviv (1st)  | Ludogorets Razgrad (1st)       | Dila Gori (1st)              | Žalgiris Vilnius (1st) |
| APOEL (1st)             | Molde (1st)                    | Astana (1st)                 | Vardar (1st)           |
| Midtjylland (1st)       | Partizan (1st)                 | Sarajevo (1st)               | Dundalk (1st)          |
| Dinamo Zagreb (1st)     | Videoton (1st)                 | HJK (1st)                    | Fola Esch (1st)        |
| Lech Poznań (1st)       | Maribor (1st)                  | Stjarnan (1st)               | Hibernians (1st)       |
| BATE Borisov (1st)      | Trenčín (1st)                  | Ventspils (1st)              |                        |
| Celtic (1st)            | Milsami Orhei (1st)            | Rudar Pljevlja (1st)         |                        |
| Primul tur preliminar   |                                |                              |                        |
| Crusaders (1st)         | Pyunik (1st)                   | B36 Tórshavn (1st)           | FC Santa Coloma (1st)  |
| The New Saints (1st)    | Levadia Tallinn (1st)          | Folgore (1st)                | Lincoln Red Imps (1st) |

## Tururi preliminare
În tururile preliminare și runda play-off echipele au fost divizate în capi de serie și outsideri în baza coeficienților UEFA de club pentru 2015 și apoi distribuite prin tragere la sorți în perechi care au de jucat între ele în dublă manșă. Echipele din aceleași asociație nu pot fi puse să joace între ele.

### Primul tur preliminar
Tragerea la sorți pentru primul și al doilea tur preliminar a avut loc pe 22 iunie 2015. Turul se va juca pe 30 iunie și 1 iulie, iar returul se va juca pe 7 și pe 8 iulie 2015.
Un total de 8 echipe vor intra în primul tur preliminar.
| Echipa 1         | Scor gen.   | Echipa 2        | Tur | Retur |
| ---------------- | ----------- | --------------- | --- | ----- |
| Lincoln Red Imps | 2—1         | FC Santa Coloma | 0–0 | 2–1   |
| Crusaders        | 1—1 (a.e.t) | Levadia Tallinn | 0—0 | 1–1   |
| Pyunik           | 4—2         | Folgore         | 2–1 | 2—1   |
| B36 Tórshavn     | 2—6         | The New Saints  | 1—2 | 1—4   |

### Turul doi preliminar
Turul se va juca pe 14 și 15 iulie, iar returul se va juca pe 21 și 22 iulie 2015.
Un total de 34 de echipe vor juca în al doilea tur preliminar: 30 de echipe care au intrat direct în această rundă, și 4 câștigătoare în primul tur preliminar.
| Echipa 1           | Scor gen. | Echipa 2         | Tur | Retur    |
| ------------------ | --------- | ---------------- | --- | -------- |
| Hibernians         | 3–6       | Maccabi Tel Aviv | 2–1 | 1–5      |
| APOEL              | 1–1 (a)   | Vardar           | 0–0 | 1–1      |
| Qarabağ            | 1–0       | Rudar Pljevlja   | 0–0 | 1–0      |
| Sarajevo           | 0–3       | Lech Poznań      | 0–2 | 0–1      |
| Maribor            | 2–3       | Astana           | 1–0 | 1–3      |
| BATE Borisov       | 2–1       | Dundalk          | 2–1 | 0–0      |
| Ventspils          | 1–4[A]    | HJK              | 1–3 | 0–1      |
| Midtjylland        | 3–0       | Lincoln Red Imps | 1–0 | 2–0      |
| Molde              | 5–1       | Pyunik           | 5–0 | 0–1      |
| Malmö FF           | 1–0       | Žalgiris Vilnius | 0–0 | 1–0      |
| Celtic             | 6–1       | Stjarnan         | 2–0 | 4–1      |
| Trenčín            | 3–4       | Steaua București | 0–2 | 3–2      |
| Partizan           | 3–0       | Dila Gori        | 1–0 | 2–0      |
| Ludogorets Razgrad | 1–3       | Milsami Orhei    | 0–1 | 1–2      |
| Dinamo Zagreb      | 4–1[A]    | Fola Esch        | 1–1 | 3–0      |
| Skënderbeu Korçë   | 6–4       | Crusaders        | 4–1 | 2–3      |
| The New Saints     | 1–2       | Videoton         | 0–1 | 1–1 d.p. |

### Turul trei preliminar
Turul trei preliminar este împărțit în două secțiuni separate: Calea Campioanelor (pentru campioanele naționale) și Calea Ligii (pentru non-campioni). Pierdanții din ambele secțiuni intră în runda play-off a UEFA Europa League 2015-2016.
Tragerea la sorți pentru al treilea tur a avut loc pe 17 iulie 2015.
Calea Campioanelor
Trei echipe intră direct în această rundă, iar alte 17 sunt câștigătoarele din turul doi preliminar.
| Echipa 1           | Scor gen.          | Echipa 2           | Tur                | Retur              |                    |
| Calea Campioanelor | Calea Campioanelor | Calea Campioanelor | Calea Campioanelor | Calea Campioanelor | Calea Campioanelor |
| ------------------ | ------------------ | ------------------ | ------------------ | ------------------ | ------------------ |
| Lech Poznań        | 1–4                | Basel              | 1–3                | 0–1                |                    |
| Milsami Orhei      | 0–4                | Skënderbeu Korçë   | 0–2                | 0–2                |                    |
| HJK                | 3–4                | Astana             | 0–0                | 3–4                |                    |
| Celtic             | 1–0                | Qarabağ            | 1–0                | 0–0                |                    |
| Steaua București   | 3–5                | Partizan           | 1–1                | 2–4                |                    |
| Midtjylland        | 2–2 (a)            | APOEL              | 1–2                | 1–0                |                    |
| Maccabi Tel Aviv   | 3–2                | Viktoria Plzeň     | 1–2                | 2–0                |                    |
| Dinamo Zagreb      | 4–4 (a)            | Molde              | 1–1                | 3–3                |                    |
| Videoton           | 1–2                | BATE Borisov       | 1–1                | 0–1                |                    |
| Red Bull Salzburg  | 1–2                | Malmö FF           | 1–1                | 0–1                |                    |
| Calea Ligii        |                    |                    |                    |                    |                    |
| Panathinaikos      | 2–4                | Club Brugge        | 2–1                | 0–3                |                    |
| Young Boys         | 1–7                | Monaco             | 1–3                | 0–4                |                    |
| ȚSKA Moscova       | 5–4                | Sparta Praga       | 2–2                | 3–2                |                    |
| Rapid Wien         | 5–4                | Ajax               | 2–2                | 3–2                |                    |
| Fenerbahçe         | 0–3                | Shakhtar Donetsk   | 0–0                | 0–3                |                    |

## Runda play-off
Runda play-off este împărțită în două secțiuni separate: Calea Campioanelor (pentru campioanele naționale) și Calea Ligii (pentru non-campioane). Echipele pierdante din ambele secțiuni intră în faza grupelor a UEFA Europa League 2015–2016.
Tragerea la sorți pentru runda play-off a avut loc pe 7 august 2015. Meciurile din prima manșă se vor juca pe 18 și 19 august, iar cele din manșa secundă pe 25 și 26 august 2015.
| Echipa 1           | Scor gen.          | Echipa 2           | Tur                | Retur              |                    |
| Calea Campioanelor | Calea Campioanelor | Calea Campioanelor | Calea Campioanelor | Calea Campioanelor | Calea Campioanelor |
| ------------------ | ------------------ | ------------------ | ------------------ | ------------------ | ------------------ |
| Astana             | 2–1                | APOEL              | 1–0                | 1–1                |                    |
| Skënderbeu Korçë   | 2–6                | Dinamo Zagreb      | 1–2                | 1–4                |                    |
| Celtic             | 3–4                | Malmö FF           | 3–2                | 0–2                |                    |
| Basel              | 3–3(a)             | Maccabi Tel Aviv   | 2–2                | 1–1                |                    |
| BATE Borisov       | 2–2(a)             | Partizan           | 1–0                | 1–2                |                    |
| Calea Ligii        |                    |                    |                    |                    |                    |
| Lazio              | 1–3                | Bayer Leverkusen   | 1–0                | 0–3                |                    |
| Manchester United  | 7–1                | Club Brugge        | 3–1                | 4–0                |                    |
| Sporting CP        | 3–4                | ȚSKA Moscova       | 2–1                | 1–3                |                    |
| Rapid Wien         | 2–3                | Shakhtar Donetsk   | 0–1                | 2–2                |                    |
| Valencia           | 4–3                | Monaco             | 3–1                | 1–2                |                    |

## Faza grupelor
Tragerea la sorți pentru faza grupelor a avut loc în Monaco pe 27 august 2015. Cele 32 de echipe au fost reprtizate în opt grupe a câte patru echipe, cu restricția că echipe din aceeași asociație națională nu pot să nimerească într-o grupă. Pentru tragerea la sorți, echipele au fost distribuite în patru urne dpă următoarele principii (introduse începând cu acest sezon):
- Urna 1 conținea deținătoarea titlului și campioanele din top 7 asociația în baza coeficienților UEFA pe țară pentru 2014.[1][2] Așa cum deținătoarea titlului (FC Barcelona) a fost și campioana uneia din cele șapte asociații, campioana celei de-a opta asociații de asemenea a fost distribuită în Urna 1 (cf. Art. 13.05 din regulament).[14]
- Urnele 2, 3 și 4 conțineau conțineau echipele rămase, distribuite în baza coeficienților UEFA de club pentru 2015.[5][6][7]

În fiecare grupă, echipele joacă fiecare contra fiecăreia, acasă și în deplasare. Primele două echipe din grupă acced în optimile de finală, iara cele clasate pe locul 3 merg în optimile de finală ale UEFA Europa League 2015-2016. Etapele fazei grupelor au loc pe 15–16 septembrie, 29–30 septembrie, 20–21 octombrie, 3–4 noiembrie, 24–25 noiembrie și 8–9 decembrie 2015.
Echipele de tineret ale cluburilor calificate pentru faza grupelor, de asemenea, joacă în aceleași etape din UEFA Youth League 2015–16.
Un număr de 17 asociații naționale vor fi reprezentate în faza grupelor. Astana, Borussia Mönchengladbach și Gent își fac debutul în această etapă a competiției (faza grupelor). Astana este și prima echipă din Kazahstan care joacă în faza grupelor Ligii Campionilor. Cu numărul maxim de echipe dintr-o asociație în faza grupelor mărit de la patru la cinci, Spania devine prima asociație cu cinci echipe în faza grupelor Ligii Campionilor. Așa cum toate cele trei echipe calificate din cele mai bine clasate ligi au câștigat meciurile de baraj, cele trei țări – Spania, Anglia și Germania dau 13 din cele 32 de cluburi din faza grupelor. 

### Grupa A
| Loc | Echipă          | Pct. | MJ | V | E | Î | GM | GP | DG  | Calificare                     |
| --- | --------------- | ---- | -- | - | - | - | -- | -- | --- | ------------------------------ |
| 1.  | Real Madrid     | 16   | 6  | 5 | 1 | 0 | 19 | 3  | +16 | Avansează în faza eliminatorie |
| 2.  | PSG             | 13   | 6  | 4 | 1 | 1 | 12 | 1  | +11 | Avansează în faza eliminatorie |
| 3.  | Șahtior Donețsk | 3    | 6  | 1 | 0 | 5 | 7  | 14 | −7  | Trece în Europa League         |
| 4.  | Malmö           | 3    | 6  | 1 | 0 | 5 | 1  | 21 | −20 |                                |

### Grupa B
| Loc | Echipă            | Pct. | MJ | V | E | Î | GM | GP | DG | Calificare                     |
| --- | ----------------- | ---- | -- | - | - | - | -- | -- | -- | ------------------------------ |
| 1.  | Wolfsburg         | 12   | 6  | 4 | 0 | 2 | 9  | 6  | +3 | Avansează în faza eliminatorie |
| 2.  | PSV               | 10   | 6  | 3 | 1 | 2 | 8  | 7  | +1 | Avansează în faza eliminatorie |
| 3.  | Manchester United | 8    | 6  | 2 | 2 | 2 | 7  | 7  | 0  | Trece în Europa League         |
| 4.  | CSKA Moscova      | 4    | 6  | 1 | 1 | 4 | 5  | 9  | −4 |                                |

### Grupa C
| Loc | Echipă          | Pct. | MJ | V | E | Î | GM | GP | DG | Calificare                     |
| --- | --------------- | ---- | -- | - | - | - | -- | -- | -- | ------------------------------ |
| 1.  | Atlético Madrid | 13   | 6  | 4 | 1 | 1 | 11 | 3  | +8 | Avansează în faza eliminatorie |
| 2.  | Benfica         | 10   | 6  | 3 | 1 | 2 | 10 | 8  | +2 | Avansează în faza eliminatorie |
| 3.  | Galatasaray     | 5    | 6  | 1 | 2 | 3 | 6  | 10 | −4 | Trece în Europa League         |
| 4.  | FC Astana       | 4    | 6  | 0 | 4 | 2 | 5  | 11 | −6 |                                |

### Grupa D
| Loc | Echipă          | Pct. | MJ | V | E | Î | GM | GP | DG | Calificare                     |
| --- | --------------- | ---- | -- | - | - | - | -- | -- | -- | ------------------------------ |
| 1.  | Manchester City | 12   | 6  | 4 | 0 | 2 | 12 | 8  | +4 | Avansează în faza eliminatorie |
| 2.  | Juventus        | 11   | 6  | 3 | 2 | 1 | 6  | 3  | +3 | Avansează în faza eliminatorie |
| 3.  | Sevilla         | 6    | 6  | 2 | 0 | 4 | 8  | 11 | −3 | Trece în Europa League         |
| 4.  | M'gladbach      | 5    | 6  | 1 | 2 | 3 | 8  | 12 | −4 |                                |

### Grupa E
| Loc | Echipă       | Pct. | MJ | V | E | Î | GM | GP | DG  | Calificare                     |
| --- | ------------ | ---- | -- | - | - | - | -- | -- | --- | ------------------------------ |
| 1.  | Barcelona    | 14   | 6  | 4 | 2 | 0 | 15 | 4  | +11 | Avansează în faza eliminatorie |
| 2.  | Roma         | 6    | 6  | 1 | 3 | 2 | 11 | 16 | −5  | Avansează în faza eliminatorie |
| 3.  | Leverkusen   | 6    | 6  | 1 | 3 | 2 | 13 | 12 | +1  | Trece în Europa League         |
| 4.  | BATE Borisov | 5    | 6  | 1 | 2 | 3 | 5  | 12 | −7  |                                |

### Grupa F
| Loc | Echipă        | Pct. | MJ | V | E | Î | GM | GP | DG  | Calificare                     |
| --- | ------------- | ---- | -- | - | - | - | -- | -- | --- | ------------------------------ |
| 1.  | Bayern        | 15   | 6  | 5 | 0 | 1 | 19 | 3  | +16 | Avansează în faza eliminatorie |
| 2.  | Arsenal       | 9    | 6  | 3 | 0 | 3 | 12 | 10 | +2  | Avansează în faza eliminatorie |
| 3.  | Olympiacos    | 9    | 6  | 3 | 0 | 3 | 6  | 13 | −7  | Trece în Europa League         |
| 4.  | Dinamo Zagreb | 3    | 6  | 1 | 0 | 5 | 3  | 14 | −11 |                                |

### Grupa G
| Loc | Echipă           | Pct. | MJ | V | E | Î | GM | GP | DG  | Calificare                     |
| --- | ---------------- | ---- | -- | - | - | - | -- | -- | --- | ------------------------------ |
| 1.  | Chelsea          | 13   | 6  | 4 | 1 | 1 | 13 | 3  | +10 | Avansează în faza eliminatorie |
| 2.  | Dinamo Kiev      | 11   | 6  | 3 | 2 | 1 | 8  | 4  | +4  | Avansează în faza eliminatorie |
| 3.  | Porto            | 10   | 6  | 3 | 1 | 2 | 9  | 8  | +1  | Trece în Europa League         |
| 4.  | Maccabi Tel Aviv | 0    | 6  | 0 | 0 | 6 | 1  | 16 | −15 |                                |

### Grupa H
| Loc | Echipă   | Pct. | MJ | V | E | Î | GM | GP | DG | Calificare                     |
| --- | -------- | ---- | -- | - | - | - | -- | -- | -- | ------------------------------ |
| 1.  | Zenit    | 15   | 6  | 5 | 0 | 1 | 13 | 6  | +7 | Avansează în faza eliminatorie |
| 2.  | Gent     | 10   | 6  | 3 | 1 | 2 | 8  | 7  | +1 | Avansează în faza eliminatorie |
| 3.  | Valencia | 6    | 6  | 2 | 0 | 4 | 5  | 9  | −4 | Trece în Europa League         |
| 4.  | Lyon     | 4    | 6  | 1 | 1 | 4 | 5  | 9  | −4 |                                |

### Optimi de finala
| Echipa 1    | Scor gen.   | Echipa 2        | Tur   | Retur       |
| ----------- | ----------- | --------------- | ----- | ----------- |
| Gent        | 2 - 4       | Wolfsburg       | 2 - 3 | 0 - 1       |
| Roma        | 0 - 4       | Real Madrid     | 0 - 2 | 0 - 2       |
| PSG         | 4 - 2       | Chelsea         | 2 - 1 | 2 - 1       |
| Arsenal     | 1 - 5       | Barcelona       | 0 - 2 | 1 - 3       |
| Juventus    | 4 - 6       | Bayern          | 2 - 2 | 2 - 4 (dts) |
| PSV         | 0 - 0 (7-8) | Atlético Madrid | 0 - 0 | 0 - 0 (dts) |
| Benfica     | 3 - 1       | Zenit           | 1 - 0 | 2 - 1       |
| Dinamo Kiev | 1 - 3       | Manchester City | 1 - 3 | 0 - 0       |

### Sferturi de finala
| Echipa 1  | Scor gen. | Echipa 2        | Tur   | Retur |
| --------- | --------- | --------------- | ----- | ----- |
| Wolfsburg | 2 - 3     | Real Madrid     | 2 - 0 | 0 - 3 |
| Bayern    | 3 - 2     | Benfica         | 1 - 0 | 2 - 2 |
| Barcelona | 2 - 3     | Atletico Madrid | 2 - 1 | 0 - 2 |
| PSG       | 2 - 3     | Manchester City | 2 - 2 | 0 - 1 |

### Semifinala
| Echipa 1        | Scor gen.   | Echipa 2    | Tur   | Retur |
| --------------- | ----------- | ----------- | ----- | ----- |
| Manchester City | 0 - 1       | Real Madrid | 0 - 0 | 0 - 1 |
| Atletico Madrid | 2 - 2 (gfc) | Bayern      | 1 - 0 | 1 - 2 |

### Finala
| Real Madrid                                | 1-1(5-3) (d.p.) | Atletico Madrid                      |
| ------------------------------------------ | --------------- | ------------------------------------ |
| Ramos 15'                                  | Raport          | Carrasco 79'                         |
| Vásquez · Marcelo · Bale · Ramos · Ronaldo | 5-3             | Griezmann · Gabi · Ñíguez · Juanfrán |

## Golgheteri
Editat la 29 mai 2016!
| Loc | Nume               | Echipa      | Goluri |
| --- | ------------------ | ----------- | ------ |
| 1   | Cristiano Ronaldo  | Real Madrid | 16     |
| 2   | Robert Lewandowski | Bayern      | 9      |
| 3   | Luis Suarez        | Barcelona   | 8      |
| 3   | Thomas Muller      | Bayern      | 8      |

- UEFA Europa League 2015-2016
- Supercupa Europei 2016